# Július Strnisko
Július Strnisko (ur. 6 sierpnia 1958 w Nitrze, zm. 20 września 2008 tamże) – czechosłowacki zapaśnik walczący w stylu wolnym. Dwukrotny olimpijczyk. Brązowy medalista z Moskwy 1980 i odpadł w eliminacjach w Seulu 1988. Startował w kategorii 100 kg.
Cztery razy brał udział w turnieju mistrzostw świata; czwarty w 1987. Dwukrotny brązowy medalista mistrzostw Europy; w 1982 i 1983. Dziesięciokrotny mistrz kraju, w latach 1977–1982, 1984–1985 i 1987–1988 roku.
- Turniej w Moskwie 1980

W pierwszej rundzie pokonał Satpala Singha z Indii, Saleha El-Saida z Syrii, Vasile Pușcașu z Rumunii i Haralda Büttnera z NRD, a przegrał z Tomaszem Busse. W rundzie finałowej uległ Illi Mate z ZSRR i Bułgarowi Sławczo Czerwenkowowi.
- Turniej w Seulu 1988

Przegrał z Georgi Karaduszewem z Bułgarii i Amerykaninem Williamem Scherrem i odpadł z turnieju.